# Швајцарска на Летњим олимпијским играма 1896.
Швајцарска је учествовала на Летњим олимпијским играма одржаним 1896. године у Атини.
Из Швајцарске су на овим олимпијским играма учествовала укупно два такмичара у два спорта и пет различитих дисциплина и освојили су 1 златну и 2 сребрне медаље.

## Освајачи медаља
Швајцарска је завршила у укупном скору као десета нација по броју медаља са једном златном и две сребрне од укупно три освојене медаље.
| Медаља | Име        | Спорт      | Дисциплина        |
| ------ | ---------- | ---------- | ----------------- |
| Злато  | Луис Цутер | Гимнастика | Коњ са хватаљкама |
| Сребро | Луис Цутер | Гимнастика | Разбој            |
| Сребро | Луис Цутер | Гимнастика | прескок           |

### Гимнастика
Швајцарска је освојила једну златну и две сребрне медаље.
| Дисциплина        | позиција | Гимнастичар |
| ----------------- | -------- | ----------- |
|                   |          |             |
| Коњ са хватаљкама | 1        | Луис Цутер  |
|                   |          |             |
| Разбој            | 2        | Луис Цутер  |
| прескок           | 2        | Луис Цутер  |
|                   |          |             |
| Вратило           | 3-15     | Луис Цутер  |
|                   |          |             |

### Стрељаштво
Бауман је био 8. од 42 такмичара у дисциплини војничка пушка.
| Дисциплина     | Место | Стрелац       | Резултат | Хитац     |
| -------------- | ----- | ------------- | -------- | --------- |
|                |       |               |          |           |
| Војничка пушка | 8     | Алберт Бауман | 1.294    | непознато |
|                |       |               |          |           |

### Белешка
- На Олимпијским играма је учествовао још један Швајцарац Шарл Шампо. Различита су тумачења чији је он такмичар био што је и данас спорно. Шампо је био швајцарски држављанин који је живео у Софији. Бугарски олимпијски комитет тврди да се Шампо такмичио за Бугарску, и да је она била учесница првих Олимпијских игара са јединим спортистом Шампоом. Међутим, већина извештаја укључује Шампоа у швајцарску екипу. Међународни олимпијски комитет је у званични број од 14 земаља учесница Летњих олимпијских игара 1896. укључује Бугарску, а Шампоове резултате приписује Бугарској